# Žalpiai
Žalpiai is een plaats in het Litouwse district Šiauliai. De plaats telt 125 inwoners (2001). in Žalpiai zijn de toeristische trekpleisters de Benedict's kerk (gebouwd in 1928), Een bibliotheek en een postkantoor.
| Jaartal  | 1970 | 1987 | 2001 |
| -------- | ---- | ---- | ---- |
| inwoners | 121  | 174  | 125  |